# أدريان نيومان
أدريان نيومان (بالإنجليزية: Adrian Newman)‏ هو كاتب أغاني ومنتج أسطوانات أسترالي، ولد في القرن العشرين.